# ウォームギヤ

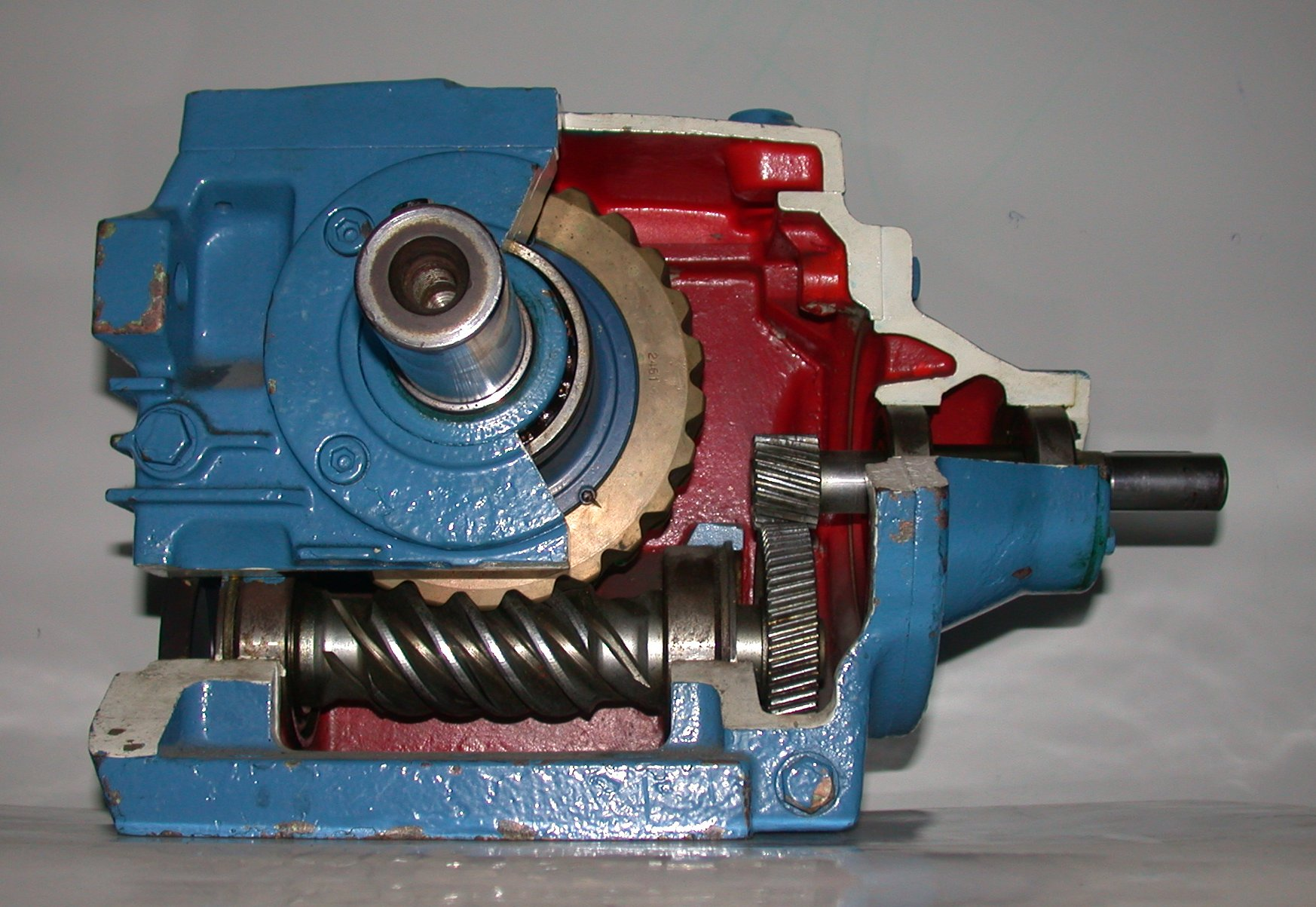
ウォームギアの実例。このウォームは3条であり進み角が大きく、ウォームホイール側からもウォームを回転させることができる（セルフロックがかからない）。またウォームとウォームホイールの材質が異なっており、これにより摩擦係数の低減を図っている。なお青いギアケース内の右下部にはウォームギアとは別にはす歯歯車がある。

ウォームギヤ（英: worm drive）は、ねじ歯車（ウォーム）とそれに合うはす歯（斜歯）歯車（ウォームホイール）を組み合わせた機構である。

## 概要

円筒ウォーム（4条）とウォームホイールの例。

斜歯歯車の歯数を1あるいは数枚に減らすと、ねじ状の歯車になる。これをウォームと呼ぶ。これは英語のworm（ワーム）の誤読であるが、JISでの規定はウォームである。これにかみ合う斜歯歯車をウォームホイール、これらを組み合わせ、ウォームが回転することでウォームホイールの歯を送って回転させる機構をウォームギアと呼ぶ。一般的には歯車の回転数の比は1/10程度までだが、ウォームギアでは1/10 - 1/100程度がよく用いられる。他の歯車機構に比べてバックラッシを小さくできるのも特徴である。ウォームの直径はウォームホイールに比べると一般に小さく、歯の接触面積が狭いため、大きな動力の伝達には向かない。これに対してウォームに切られている溝の進み角を小さくする、ウォームを円筒ではなく鼓形にすることでウォームホイールとの接触距離を増やすといったことが行われる。また、平歯車どうしの組み合わせなどと比較すると歯面の滑りが非常に大きいため、発熱が多く、ウォームの角速度が速いと焼きつきを起こしやすいという欠点がある。これにはウォームを硬い材質（鋼鉄など）、ウォームホイールを柔らかい材質（砲金、青銅など）で作り摩擦係数を下げるといった工夫がとられる。
青銅などの非鉄金属を用いたウォームギアは極圧性の高いギア油を使用すると腐食などの問題が生じる場合がある。この腐食性の問題や前述の歯面の滑りが大きいという特徴から一般のギアオイルとは仕様が異なるウォームギア専用油が存在する。専用油でないギアオイルを使用する場合は腐食性の程度やウォームギアへの対応などを確認する必要がある。
極小型のものや許容トルクが小さいものでは、エンジニアリングプラスチックの一種であるポリアセタール（POM、ジュラコン、デルリン）が用いられる。

### 種類
ウォームギアはウォームとウォームホイールの形状によって三種類に分けられる。
- 円筒ウォームと斜歯歯車：歯車同士の接触が点接触であり、負荷能力が小さいが、製作が容易。
- 円筒ウォームとウォームホイール：線接触であり、最も多く用いられる。
- 鼓形ウォームとウォームホイール：面接触であり負荷能力は高いが、製作には高い精度が必要。

## セルフロック

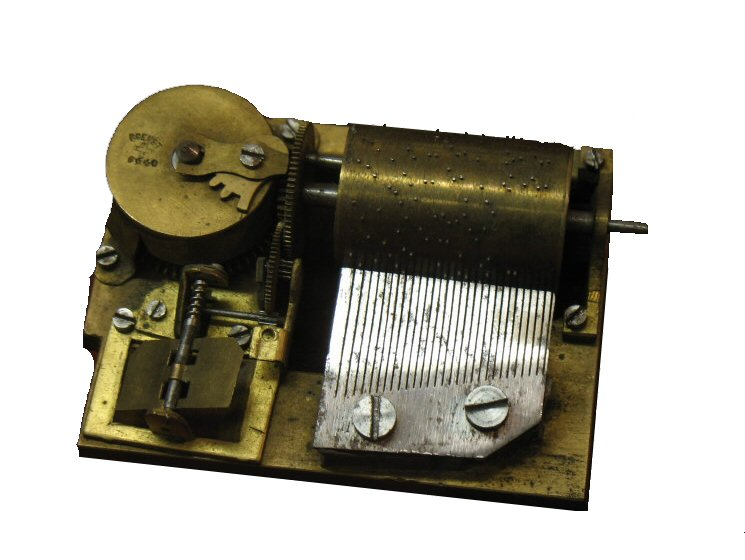
小型オルゴール。銀色の櫛歯の右側に写真の上下方向を軸とする調速機の羽根があり、羽根の軸にウォームがついている。ウォームのすぐ右にはウォームホイールの軸があり、その軸はぜんまい（羽根の上の丸い部分）から（見える範囲では）3枚の歯車で減速されて回転する。

ウォームの溝の進み角を小さくする（ウォームホイールはより平歯車に近くなる）と、ウォームホイール側からウォーム側への回転の伝達が非常に困難になる（セルフロック、または自動締まり）。たとえばエレベータの巻き上げ装置では、カゴの停止時にその重さでモーターが回ってカゴが下がってしまわないようにするための安全機構として用いられる。逆にセルフロックがかからないようにすると、ウォームホイール側からウォーム側への回転の伝達が可能になる。これはウォームの溝の進み角と歯面の摩擦の強さによって決まるが、ピッチ点における進み角を30°程度にまで大きくする必要がある。一部のオルゴールではドラムの回転数の調整に羽根を回転させることによる空気抵抗を利用したものがあるが、これにおいてはドラムがウォームホイール、羽根がウォームで、ドラムの遅い回転数から羽根の（空気抵抗が十分に生じる程度の）高い回転数への大きな増速にウォームギアを用いるものがある。

## 利用例
- オルゴールのガバナー

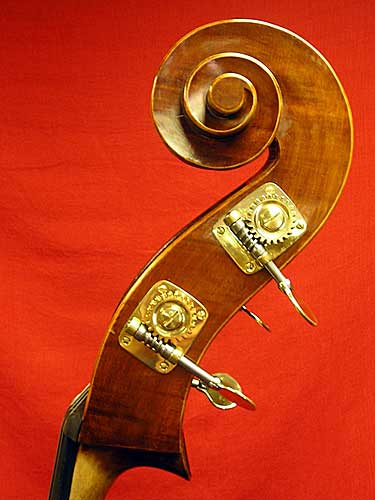
コントラバスの糸巻き

- 自動車のパワーステアリング - モーター軸に接続されたウォームを回し、ステアリングコラムシャフトに付けられたウォームホイールを駆動する。
- 望遠鏡や顕微鏡の微動装置
- 弦楽器の糸巻き
- 電動式鉄道模型の駆動 - モーター軸が垂直[4]、または線路方向に配置されるものでは、モーター軸またはその延長軸にウォームギアを用い、直交する輪軸側のウォームホイールを介して走行する。一部の製品では、ウォームをコイルスプリングで代用したスプリングウォームが採用されている。
- フロントエンジン・リアドライブ（FR）自動車自動車の駆動軸 - FR自動車でのプロペラシャフトから車軸に駆動方向を変える際、ハイポイドギヤが利用されるのが一般的であるが、1950年代以前、一部のFR自動車に利用された例がある。最終減速比を大きくできることからトラックなどに利用されたほか、まがりばかさ歯車駆動に比べてプロペラシャフトの位置を低くできることから、プジョーの1950年代末期までのモデルなどで低床化しやすい構造として採用された。